# Niddy Mingilishi
Niddy Mingilishi (n. 24 august 2001) este o atletă zambiană, medaliată olimpică. A participat la Jocurilor Olimpice de Tineret 2018 în care a câștigat 1 medalie de bronz.

## Participări
Lista de mai jos prezintă principalele competiții la care a participat Niddy Mingilishi de-a lungul carierei.
- Juegos Olímpicos de la Juventud de Buenos Aires 2018[*][1]